# 6554 Takatsuguyoshida
6554 Takatsuguyoshida (1989 UO1) là một tiểu hành tinh vành đai chính được phát hiện ngày 28 tháng 10 năm 1989 bởi Y. Mizuno và T. Furuta ở Kani.